# 24 Heures du Mans 1975
Navigation
Édition précédente Édition suivante
Les 24 Heures du Mans 1975 sont la 43e édition de l'épreuve et se déroulent les 14 et 15 juin 1975 sur le circuit de la Sarthe.

## Nombre de pilotes qualifiés pour la course
Lors de cette édition 1975 des 24 Heures du Mans, 139 pilotes s'élancent de la grille de départ dont huit femmes formant trois équipages.
| 76 Français     | 17 Suisses | 10 Britanniques | 8 Allemands        | 5 Américains |
| 5 Belges        | 5 Italiens | 2 Australiens   | 2 Japonais         | 2 Mexicains  |
| 2 Néerlandais   | 1 Canadien | 1 Équatorien    | 1 Liechtensteinois | 1 Marocain   |
| 1 Néo-Zélandais |            |                 |                    |              |

## Déroulement de la course

### Classements intermédiaires
| Pos. | Après la 1re heure | Après la 1re heure                                                  | Après 6 heures | Après 6 heures                                                      | Après 12 heures | Après 12 heures                                                                              | Après 18 heures | Après 18 heures                                                                              |
| Pos. | n°                 | Voiture / Pilotes                                                   | n°             | Voiture / Pilotes                                                   | n°              | Voiture / Pilotes                                                                            | n°              | Voiture / Pilotes                                                                            |
| ---- | ------------------ | ------------------------------------------------------------------- | -------------- | ------------------------------------------------------------------- | --------------- | -------------------------------------------------------------------------------------------- | --------------- | -------------------------------------------------------------------------------------------- |
| 1    | 10                 | Gulf Research Racing Co. Mirage GR8 (S / 3.0) Schuppan - Jaussaud   | 11             | Gulf Research Racing Co. Mirage GR8 (S / 3.0) Bell - Ickx           | 11              | Gulf Research Racing Co. Mirage GR8 (S / 3.0) Bell - Ickx                                    | 11              | Gulf Research Racing Co. Mirage GR8 (S / 3.0) Bell - Ickx                                    |
| 2    | 11                 | Gulf Research Racing Co. Mirage GR8 (S / 3.0) Bell - Ickx           | 15             | Ovoro Joest Racing Porsche 908/3 (S / 3.0) Joest - Casoni - Barth   | 10              | Gulf Research Racing Co. Mirage GR8 (S / 3.0) Schuppan - Jaussaud                            | 10              | Gulf Research Racing Co. Mirage GR8 (S / 3.0) Schuppan - Jaussaud                            |
| 3    | 15                 | Ovoro Joest Racing Porsche 908/3 (S / 3.0) Joest - Casoni - Barth   | 5              | Automobiles Ligier Gitanes Ligier JS2 (S / 3.0) Lafosse - Chasseuil | 5               | Automobiles Ligier Gitanes Ligier JS2 (S / 3.0) Lafosse - Chasseuil                          | 5               | Automobiles Ligier Gitanes Ligier JS2 (S / 3.0) Lafosse - Chasseuil                          |
| 4    | 4                  | Alain de Cadenet De Cadenet-Lola T380 (S / 3.0) de Cadenet - Craft  | 6              | Automobiles Ligier Gitanes Ligier JS2 (S / 3.0) Pescarolo - Migault | 15              | Ovoro Joest Racing Porsche 908/3 (S / 3.0) Joest - Casoni - Barth                            | 15              | Ovoro Joest Racing Porsche 908/3 (S / 3.0) Joest - Casoni - Barth                            |
| 5    | 6                  | Automobiles Ligier Gitanes Ligier JS2 (S / 3.0) Pescarolo - Migault | 10             | Gulf Research Racing Co. Mirage GR8 (S / 3.0) Schuppan - Jaussaud   | 58              | Gelo Racing Team Porsche 911 Carrera RSR (GTS) Fitzpatrick - van Lennep - Schurti - Hezemans | 58              | Gelo Racing Team Porsche 911 Carrera RSR (GTS) Fitzpatrick - van Lennep - Schurti - Hezemans |

### Classement final de la course

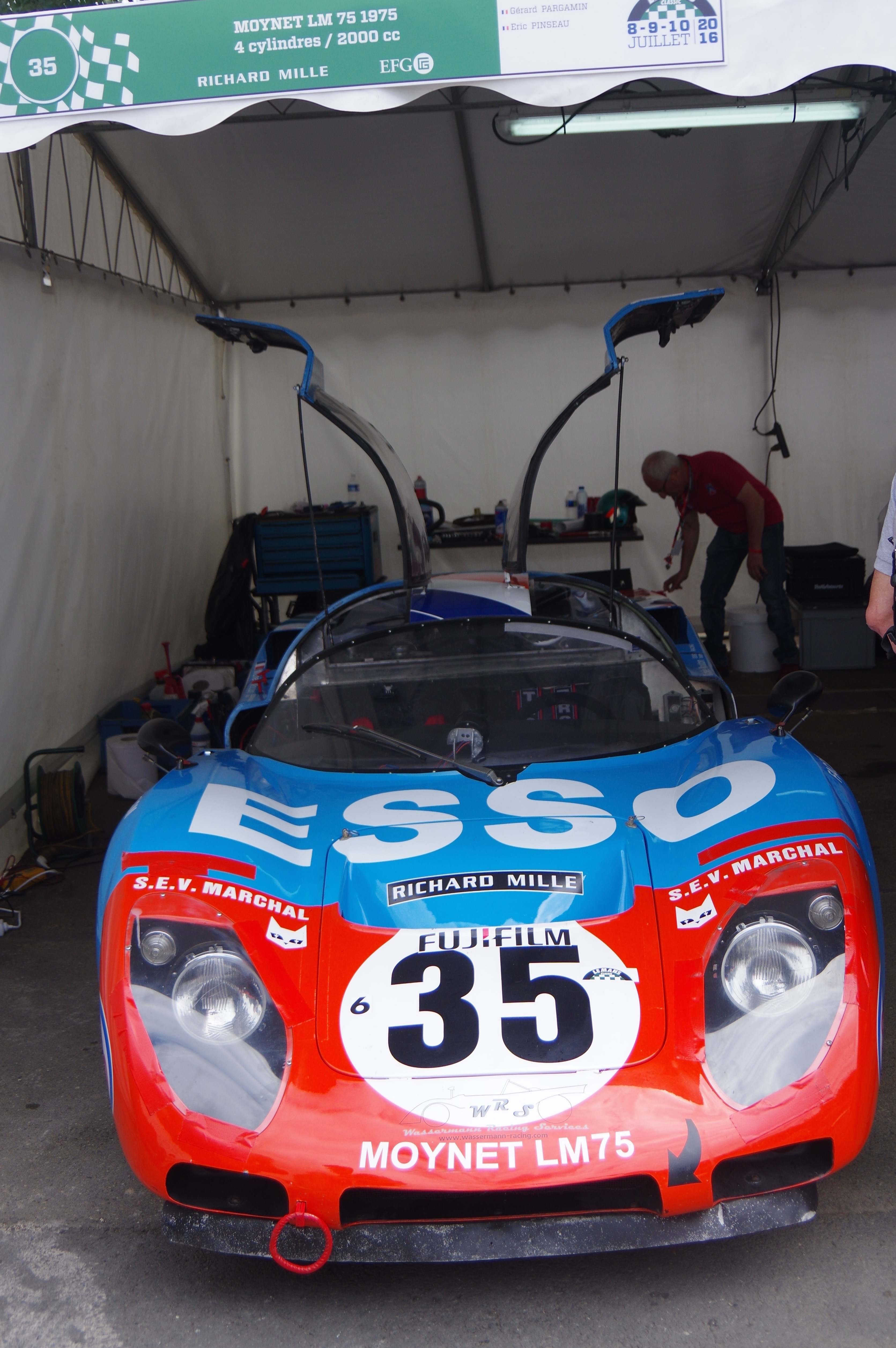
La Moynet LM75 no 35 de Dacremont, Mouton et Hoepfner, victorieuse dans la catégorie S 2.0 et 21e au général.

Voici le classement officiel au terme des 24 heures de course.
- Les vainqueurs de chaque catégorie sont signalés par un fond jauni.
- Dans la colonne Pneus[2] apparaît l'initiale du fournisseur, il suffit de placer le pointeur au-dessus du modèle pour connaître le manufacturier de pneumatiques.

| Pos. | Catégorie | N° | Écurie                                   | Pilotes                                                                  | Châssis                   | Moteur                     | Pneus | Tours |
| ---- | --------- | -- | ---------------------------------------- | ------------------------------------------------------------------------ | ------------------------- | -------------------------- | ----- | ----- |
| 1    | S 3.0     | 11 | Gulf Research Racing Co.                 | Derek Bell Jacky Ickx                                                    | Mirage GR8                | Ford Cosworth DFV 3,0 L V8 | G     | 336   |
| 2    | S 3.0     | 5  | Automobiles Ligier Gitanes               | Jean-Louis Lafosse Guy Chasseuil                                         | Ligier JS2                | Ford Cosworth DFV 3,0 L V8 | M     | 335   |
| 3    | S 3.0     | 10 | Gulf Research Racing Co.                 | Vern Schuppan Jean-Pierre Jaussaud                                       | Mirage GR8                | Ford Cosworth DFV 3,0 L V8 | G     | 330   |
| 4    | S 3.0     | 15 | Ovoro Joest Racing                       | Reinhold Joest Mario Casoni Jürgen Barth                                 | Porsche 908/3             | Porsche 3,0 L Flat-8       | G     | 325   |
| 5    | GTS       | 58 | Gelo Racing Team                         | John Fitzpatrick Gijs van Lennep Manfred Schurti Toine Hezemans          | Porsche 911 Carrera RSR   | Porsche 3,0 L Flat-6       | G     | 315   |
| 6    | GTS       | 69 | « Beurlys »                              | Jean Blaton Nick Faure (en) John Cooper (de)                             | Porsche 911 Carrera RSR   | Porsche 3,0 L Flat-6       | D     | 311   |
| 7    | GTS       | 53 | ASA Cachia Bondy                         | Jacques Borras Pascal Moisson Henri Cachia                               | Porsche 911 Carrera RSR   | Porsche 3,0 L Flat-6       | D     | 309   |
| 8    | GTS       | 55 | Écurie Robert Buchet                     | Claude Ballot-Léna Jacques Bienvenue                                     | Porsche 911 Carrera RSR   | Porsche 3,0 L Flat-6       | D     | 304   |
| 9    | GTS       | 65 | Jägermeister Kremer Racing               | Billy Sprowls Juan Carlos Bolanos Andres Contreras                       | Porsche 911 Carrera RSR   | Porsche 3,0 L Flat-6       | D     | 304   |
| 10   | GT        | 84 | Gerhard Maurer                           | Gerhard Maurer Christian Beez Eugen Strähl                               | Porsche 911 Carrera RS    | Porsche 3,0 L Flat-6       | D     | 295   |
| 11   | GT        | 67 | Anne-Charlotte Verney                    | Anne-Charlotte Verney Yvette Fontaine Corinne Tarnaud                    | Porsche 911 Carrera RS    | Porsche 3,0 L Flat-6       | D     | 294   |
| 12   | GTS       | 47 | Écurie Francorchamps                     | Jean-Claude Andruet Teddy Pilette Hugues de Fierlant                     | Ferrari 365 GTB/4         | Ferrari 4.4L V12           | M     | 293   |
| 13   | GTS       | 48 | Marcel Mignot                            | Marcel Mignot Harry Jones Philippe Gurdjian                              | Ferrari 365 GTB/4         | Ferrari 4.4L V12           | M     | 293   |
| 14   | S 3.0     | 4  | Alain de Cadenet                         | Alain de Cadenet Chris Craft                                             | De Cadenet-Lola T380      | Ford Cosworth DFV 3,0 L V8 | G     | 291   |
| 15   | GTX       | 20 | Porsche Club Romand                      | Bernard Béguin Peter Zbinden Claude Haldi                                | Porsche 911 Carrera Turbo | Porsche 3,0 L Turbo Flat-6 | M     | 291   |
| 16   | GTS       | 43 | Team Claude Dubois Ecuador Marlboro Team | Pierre Rubens Paolo Bozzetto                                             | De Tomaso Pantera         | Ford 5.8L V8               | M     | 290   |
| 17   | GT        | 77 | Philippe Dagoreau                        | Thierry Sabine Philippe Dagoreau Jean-Pierre Aeschlimann                 | Porsche 911 Carrera RS    | Porsche 3,0 L Flat-6       | M     |       |
| 18   | GT        | 80 | X Racing                                 | Raymond Touroul Philippe Hesnault                                        | Porsche 911 Carrera RS    | Porsche 3,0 L Flat-6       | D     | 284   |
| 19   | GT        | 63 | Porsche Club Romand                      | Jean-Claude Béring Klaus Utz Horst Godel                                 | Porsche 911 Carrera RS    | Porsche 3,0 L Flat-6       | ?     | 283   |
| 20   | GT        | 87 | X Racing                                 | René Boubet Philippe Demagne                                             | Porsche 911S              | Porsche 2.6L Flat-6        | D     | 283   |
| 21   | S 2.0     | 35 | Société Esso                             | Christine Dacremont Michèle Mouton Marianne Hoepfner                     | Moynet LM75               | ROC-Simca 2.0L I4          | M     | 269   |
| 22   | S 2.0     | 30 | Jean-Marie Lemerle                       | Jean-Marie Lemerle (de) Patrick Daire Alain Levié (de)                   | Lola T292                 | ROC-Simca 2.0L I4          | G     | 265   |
| 23   | GTS       | 61 | Écurie Armagnac Bogorre                  | Christian Bussi (de) Patrick Metral                                      | Porsche 911 Carrera RSR   | Porsche 3,0 L Flat-6       | D     | 265   |
| 24   | S 2.0     | 28 | Société ROC                              | François Sérvanin Jacques Henry Albert Dufrène                           | Lola T294                 | ROC-Simca 2.0L I4          | G     | 257   |
| 25   | GTS       | 71 | Joël Laplacette                          | Claude Pigeon Joël Laplacette Alain Leroux                               | Porsche 911 Carrera RS    | Porsche 2.7L Flat-6        | M     | 257   |
| 26   | GTS       | 72 | André Haller                             | Hans Schüller André Haller Benoit Maechler                               | Datsun 240Z               | Datsun 2.4L I6             | B     | 253   |
| 27   | TS        | 91 | Heiddeger Racing Team                    | Daniel Brillat Giancarlo Gagliardi Michel Degoumois                      | BMW 2002 Ti               | BMW 2.0L I4                | K     | 251   |
| 28   | GTS       | 50 | Louis Meznarie                           | Hubert Striebig Helmut Kirschoffer Pierre Mauroy                         | Porsche 911 Carrera RSR   | Porsche 3,0 L Flat-6       | D     | 242   |
| 29   | S 2.0     | 38 | Rays Racing                              | Nigel Clarkson Derek Worthington                                         | Lola T292                 | Ford Cosworth BDG 2.0L I4  | G     | 240   |
| 30   | S 2.0     | 23 | Madison Racing Team                      | Richard Knight Mike Knight Christian Mons                                | March 75S                 | Ford Cosworth 2.0L I4      | G     | 217   |
| Dsq. | GT        | 78 | Écurie Robert Buchet - Cyril Grandet     | Bob Wollek Cyril Grandet Jacques Hoden                                   | Porsche 911 Carrera RSR   | Porsche 3,0 L Flat-6       | M     | 293   |
| Abd. | S 2.0     | 27 | Société ROC                              | Laurent Ferrier Xavier Lapeyre Christian Ethuin                          | Lola T294                 | ROC-Simca 2.0L I4          | G     |       |
| Abd. | S 2.0     | 29 | Société ROC                              | Pierre-Marie Painvin Franz Hummel                                        | Lola T292                 | ROC-Simca 2.0L I4          | G     |       |
| Abd. | S 3.0     | 3  | Christian Poirot                         | Christian Poirot (de) Gérard Cuynet Guillermo Ortega Jean-Claude Lagniez | Porsche 908/2             | Porsche 3,0 L Flat-8       | D     |       |
| Abd. | GTS       | 59 | Gelo Racing Team                         | Tim Schenken Howden Ganley                                               | Porsche 911 Carrera RSR   | Porsche 3,0 L Flat-6       | G     |       |
| Abd. | S 3.0     | 1  | Wicky Racing Team                        | Max Cohen-Olivar Philippe Carron (de) Joël Brachet (de)                  | Porsche 908/2             | Porsche 3,0 L Flat-8       | G     |       |
| Abd. | S 3.0     | 6  | Automobiles Ligier Gitanes               | Henri Pescarolo François Migault                                         | Ligier JS2                | Ford Cosworth DFV 3,0 L V8 | M     |       |
| Abd. | GTS       | 52 | Écurie du Nord                           | William Vollery Roger Dorchy Éric Chapuis                                | Porsche 911 Carrera RSR   | Porsche 3,0 L Flat-6       | D     |       |
| Abd. | TS        | 98 | Auto Mazda Claude Buchet                 | Claude Buchet Jean Rondeau                                               | Mazda S 124A              | Mazda 12A 1.2L 2-Rotor     | D     |       |
| Abd. | GTS       | 57 | Ganto Racing                             | John Rulon-Miller (pl) Tom Waugh Serge Godard                            | Porsche 911 Carrera RSR   | Porsche 3,0 L Flat-6       | D     |       |
| Abd. | GTS       | 60 | Gelo Racing Team                         | Toine Hezemans Manfred Schurti                                           | Porsche 911 Carrera RSR   | Porsche 3,0 L Flat-6       | G     |       |
| Abd. | GTS       | 68 | Guy Verrier                              | Guy Verrier Florian Vetsch Jean-Robert Corthay                           | Porsche 911 Carrera RS    | Porsche 3,0 L Flat-6       | M     |       |
| Abd. | GTS       | 7  | Beurlys International Auto               | Pietro Polese « Willer »                                                 | De Tomaso Pantera         | Ford 5.8L V8               | M     |       |
| Abd. | TS        | 93 | Hervé Poulain                            | Hervé Poulain Sam Posey Jean Guichet                                     | BMW 3.0 CSL               | BMW 3.5L I6                | D     |       |
| Abd. | S 2.0     | 26 | Elf Switzerland                          | Marie-Claude Beaumont Lella Lombardi                                     | Renault-Alpine A441       | Renault 2.0L V6            | M     |       |
| Abd. | S 3.0     | 18 | Sigma Automotive Co. Ltd.                | Hiroshi Fushida Harakuni Takahashi                                       | Sigma MC75                | Toyota 2.3L Turbo I4       | D     |       |
| Abd. | GTS       | 16 | Joest Racing / Tebernum                  | Clemens Schickentanz Hartwig Bertrams                                    | Porsche 911 Carrera RSR   | Porsche 3,0 L Flat-6       | D     |       |
| Abd. | GTS       | 96 | Bonnemaison - Thiaw                      | Lucien Nageotte Gérard Picard                                            | Porsche 911 Carrera RSR   | Porsche 3,0 L Flat-6       | D     |       |
| Abd. | TS        | 95 | Shark Team                               | Jean-Claude Geurie Dominique Fornage                                     | Ford Capri RS             | Ford 3,0 L V6              | D     |       |
| Abd. | S 3.0     | 97 | Automobiles Ligier Gitanes               | Jean-Pierre Beltoise Jean-Pierre Jarier                                  | Ligier JS2                | Maserati 3,0 L V6          | M     |       |
| Abd. | S 3.0     | 12 | Racing Team Schulthess                   | Hervé Bayard Heinz Schulthess André Savary                               | Lola T284                 | Ford Cosworth DFV 3,0 L V8 | G     |       |
| Abd. | S 2.0     | 40 | Philippe Mettetal                        | Jean Ragnotti Michel Lateste                                             | Tecma 755                 | Ford 1.8L I4               | M     |       |
| Abd. | GT        | 83 | Jean-Yves Gadal                          | Jean-Yves Gadal « Ségolen »                                              | Porsche 911 Carrera RS    | Porsche 2.6L Flat-6        | M     |       |
| Abd. | TS        | 90 | Jean-Claude Aubriet                      | Jean-Claude Aubriet « Depnic »                                           | BMW 3.0 CSL               | BMW 3.5L I6                | D     |       |
| Abd. | GTS       | 42 | Henri Greder                             | Henri Greder Alain Cudini                                                | Chevrolet Corvette c3     | Chevrolet 7.0L V8          | M     |       |

Détail :
- La no 78 Porsche 911 Carrera RSR a été disqualifiée pour avoir réalisé un ravitaillement non autorisé.

## Pole position et record du tour
- Pole position : Jacky Ickx sur no 11 Mirage GR8 - Gulf Racing Research Co en 3 min 49 s 9 (213,589 km/h)
- Meilleur tour en course : Chris Craft sur no 4 De Cadenet-Lola T380 - Alain de Cadenet en 3 min 53 s 8 (210,026 km/h)

## Heures en tête
Voitures figurant en tête de l'épreuve à la fin de chaque heure de course :
| n° | Voiture    | Écurie                   | Pilotes                            | Heures      | Total     |
| -- | ---------- | ------------------------ | ---------------------------------- | ----------- | --------- |
| 10 | Mirage GR8 | Gulf Research Racing Co. | Vern Schuppan Jean-Pierre Jaussaud | 1re 3e      | 2 heures  |
| 11 | Mirage GR8 | Gulf Research Racing Co. | Derek Bell Jacky Ickx              | 2e 4e à 24e | 22 heures |

## À noter
- Longueur du circuit : 13,640 km
- Distance parcourue : 4 595,577 km
- Vitesse moyenne : 191,484 km/h
- Écart avec le 2e : 22,170 km
- 120 000 spectateurs